# Harsasjön
Harsasjön är en sjö i Ljusdals kommun i Hälsingland och ingår i Ljusnans huvudavrinningsområde. Sjön är 12 meter djup, har en yta på 0,978 kvadratkilometer och är belägen 392 meter över havet. Sjön avvattnas av vattendraget Harsabäcken.

## Delavrinningsområde
Harsasjön ingår i det delavrinningsområde (683393-150953) som SMHI kallar för Utloppet av Harsasjön. Medelhöjden är 430 meter över havet och ytan är 5,63 kvadratkilometer. Det finns inga avrinningsområden uppströms utan avrinningsområdet är högsta punkten. Harsabäcken som avvattnar avrinningsområdet har biflödesordning 3, vilket innebär att vattnet flödar genom totalt 3 vattendrag innan det når havet efter 104 kilometer. Avrinningsområdet består mestadels av skog (70 procent). Avrinningsområdet har 0,98 kvadratkilometer vattenytor vilket ger det en sjöprocent på 17,3 procent.